# La Caravane des Enfoirés
Albums de Les Enfoirés
Le Village des Enfoirés Les Secrets des Enfoirés
La Caravane des Enfoirés est le seizième album enregistré par Les Enfoirés lors de leurs sept concerts au Zénith de Nantes du mercredi 24 janvier au lundi 29 janvier 2007.

## Artistes présents
36 artistes ont au moins participé à un concert : 
- Tina Arena
- Jean-Louis Aubert*
- Chimène Badi (24, 25, 26, 27, 28 (13h30), 29 janvier)
- Bénabar* (Première participation)
- Amel Bent*
- Patrick Bruel*
- Carla Bruni (29 janvier)
- Francis Cabrel*
- Calogero (25 janvier)
- Gérard Darmon*
- Patrick Fiori (24, 25, 26, 28, 29 janvier)
- Liane Foly*
- Garou*
- Jean-Jacques Goldman*
- David Hallyday*
- Jenifer*
- Michael Jones*
- Patricia Kaas (27, 28, 29 janvier)
- Claire Keim (24, 26, 27, 28 et 29 janvier)
- Lââm*
- Maxime Le Forestier*
- Nolwenn Leroy*
- Lorie*
- Mimie Mathy (apparition dans un sketch)
- Jean-Baptiste Maunier (26, 27, 28, 29 janvier)
- MC Solaar*
- Kad Merad* (Première participation)
- Karen Mulder*
- Nâdiya* (Première participation)
- Yannick Noah (24, 25, 26, 27, 29 janvier)
- Pierre Palmade*
- Raphael (27, 28, 29 janvier)
- Muriel Robin*
- Hélène Ségara*
- Natasha St Pier (24, 29 janvier)
- Zazie (26, 27, 28, 29 janvier)
- Julie Zenatti*

## Chansons

### DVD 1
| No  | Titre                                   | Musique | Auteur                                                                                                | Durée |
| --- | --------------------------------------- | --- | --- | ----- |
| 1.  | Le brio (branchez la guitare)           | Tina Arena et Karen Mulder | Kelleth Chinn / Caroline Wampole                                                                      |       |
| 2.  | Est-ce que tu me suis ?                 | Chimène Badi, Patrick Bruel, Francis Cabrel, Patrick Fiori, Liane Foly, Garou, Jean-Jacques Goldman, Jenifer, Patricia Kaas, Maxime Le Forestier et Nolwenn Leroy | Jean-Jacques Goldman                                                                                  |       |
| 3.  | Mourir demain / Thriller                | Jenifer, Patricia Kaas, Jean-Baptiste Maunier et Yannick Noah | Lionel Florence - Asdorve / Michael Jackson                                                           |       |
| 4.  | Medley Animaux :                        | | |       |
|     | - Le chat                               | Garou et Jean-Jacques Goldman | Pow-Wow                                                                                               |       |
|     | - La mouche                             | Nolwenn Leroy et MC Solaar | Michel Polnareff                                                                                      |       |
|     | - Le lion est mort ce soir              | Francis Cabrel et Hélène Ségara | Luigi Creatore - Hugo Peretti / George David Weiss                                                    |       |
|     | - Biche, ô ma biche                     | Lorie et Pierre Palmade | Doc Pomus / Mort Shuman, original : The Searchers en VO (Sweets for My Sweet), Claude François en VF) |       |
|     | - Stewball                              | Patricia Kaas et Julie Zenatti | John Herald - Ralph Rinzler - Bob Yellin                                                              |       |
|     | - Tout l'or des hommes                  | Chimène Badi et Natasha St-Pier | Jacques Veneruso                                                                                      |       |
| 5.  | Je t'emmène au vent                     | Chimène Badi, Garou, Nolwenn Leroy, Lorie et Pierre Palmade | Gaëtan Roussel / Louise Attaque                                                                       |       |
| 6.  | Le cœur trop grand pour moi             | Jean-Louis Aubert, Patrick Bruel, Nâdiya, Yannick Noah | Jean-Loup Dabadie / Julien Clerc                                                                      |       |
| 7.  | Medley Miss Restos :                    | | |       |
|     | - J'traîne des pieds                    | Jenifer | Olivia Ruiz / Benjamin Ricour                                                                         |       |
|     | - Je ne veux pas rentrer chez moi seule | Gérard Darmon, Liane Foly, David Hallyday et Jenifer | Agathe Labérnia / Gilles Ganidel - Frédéric Schlessiger (Taxi Girl)                                   |       |
|     | - Mini, Mini, Mini                      | Zazie | Jacques Lanzmann / Jacques Dutronc                                                                    |       |
|     | - Elle, tu l'aimes                      | Jenifer, Claire Keim et Zazie | Frederico Brito - Francisco Trindate                                                                  |       |
|     | - La bonne du curé                      | Karen Mulder | Charles Level / Tont Montoya - Tony Reval                                                             |       |
|     | - Belles, belles, belles                | Patrick Bruel, Gérard Darmon et David Hallyday | Phil Everly (des Everly Brothers)                                                                     |       |
| 8.  | Si seulement je pouvais lui manquer     | Amel Bent, Francis Cabrel, Jean-Jacques Goldman et Raphael | Julie d'Aime - Michel Jourdan / Calogero - Gioacchino Maurici                                         |       |
| 9.  | Être à la hauteur                       | Chimène Badi, Patrick Fiori, Liane Foly, Patricia Kaas et Natasha St-Pier                                                                                         | Lionel Florence - Patrice Guirao / Xavier Pace - Cyril Paulus                                         |       |
| 10. | Medley Camps de gitans :                | | |       |
|     | - Sous le vent                          | Yannick Noah et Zazie | Jacques Vénéruso                                                                                      |       |
|     | - Tous les bateaux, tous les oiseaux    | Jean-Louis Aubert et Hélène Ségara | Jean-Loup Dabadie / Paul de Senneville : original Michel Polnareff                                    |       |
|     | - La pêche à la ligne                   | Garou et Maxime Le Forestier | Renaud / Jean-Pierre Bucolo                                                                           |       |
|     | - Le pont de Nantes                     | MC Solaar | chanson traditionnelle / Guy Béart                                                                    |       |
|     | - Le grand sommeil                      | Lââm et Pierre Palmade | Étienne Daho                                                                                          |       |
|     | - Sur la route                          | Bénabar et Carla Bruni | Raphael / Raphael - Jean-Louis Aubert                                                                 |       |
|     | - Des ronds dans l'eau                  | Francis Cabrel et Raphael | Pierre Barouth / Raymond Le Sénéchal                                                                  |       |
|     | - Adieu jolie Candy                     | Michael Jones et Kad Merad | Alain Boublil / Raymond Jeannot                                                                       |       |
|     | - Les amoureux des bancs publics        | Amel Bent et Patrick Fiori | Georges Brassens                                                                                      |       |
|     | - Alter égo                             | Liane Foly et Nâdiya | Jean-Louis Aubert                                                                                     |       |
|     | - J'veux du soleil                      | Jean-Louis Aubert, David Hallyday, Lorie, Yannick Noah, Hélène Ségara et Zazie                                                                                    | Jamel Laroussi (Au P'tit Bonheur)                                                                     |       |
| 11. | (Everything I Do) I Do It for You       | Tina Arena, Amel Bent, David Hallyday et Hélène Ségara | Bryan Adams / Michael Kamen - Robert Lange                                                            |       |
| 12. | Rodéo                                   | Jean-Louis Aubert, Patrick Bruel, Francis Cabrel et Garou | Zazie / Philippe Paradis - Jean-Pierre Pilot - Zazie                                                  |       |
| 13. | Medley Johnny :                         | | |       |
|     | - Johnny, Johnny                        | Tina Arena, Jenifer, Lââm et Muriel Robin | Jeanne Mas / Romano Musumarra                                                                         |       |
|     | - Je suis né dans la rue                | Gérard Darmon | Thomas Brown - Mick Jones / Long Chris                                                                |       |
|     | - J'ai un problème                      | Yannick Noah | Michel Mallory / Jean Renard                                                                          |       |
|     | - Ma gueule                             | Garou | Gilles Thibaut/ Philippe Bretonnière                                                                  |       |
|     | - Marie                                 | Michael Jones | Gérald De Palmas                                                                                      |       |
| 14. | Medley Jeu des Enfoirés :               | | |       |
|     | - Vancouver                             | Maxime Le Forestier | Véronique Sanson                                                                                      |       |
|     | - Long is the road (Américain)          | Chimène Badi | Jean-Jacques Goldman                                                                                  |       |
|     | - Qui de nous deux ?                    | Patrick Fiori | Michel Daudin / Matthieu Chedid - Sébastien Martel                                                    |       |
|     | - Amoureux de ma femme                  | Bénabar | Luciano Beretta - Miki Del Prete / Daniele Pace - Mario Panzeri                                       |       |
|     | - Allô maman bobo                       | Jean-Jacques Goldman | Alain Souchon / Laurent Voulzy                                                                        |       |
|     | - Dans l'eau de la claire fontaine      | Muriel Robin | Georges Brassens                                                                                      |       |
|     | - Bravo, tu as gagné                    | Claire Keim et Kad Merad | Benny Andersson - Bjorn Ulvaeus (VF de The Winner Takes It All d'ABBA))                               |       |

### DVD 2
| No  | Titre                                                                  | Auteur                                                        | Durée |
| --- | ---------------------------------------------------------------------- | ------------------------------------------------------------- | ----- |
| 15. | Jeune demoiselle                                                       | Diam's / Diam's - Michel Fleurent - Yann Lemen - Luc Ollivier |       |
| 16. | La voix des sages (no more fighting)                                   | J. Kapler                                                     |       |
| 17. | C'est de l'eau, c'est du vent                                          | Pierre Delanoë / Alice Dona                                   |       |
| 18. | Medley Double :                                                        |                                                               |       |
|     | - Elle                                                                 | Didier Barbevilien                                            |       |
|     | - Il                                                                   | Gérard Lenorman                                               |       |
|     | - Toi, mon amour                                                       | Marc Lavoine                                                  |       |
|     | - Laura                                                                | Jean-Jacques Goldman                                          |       |
|     | - La Ballade de Jim                                                    | Alain Souchon et Laurent Voulzy                               |       |
|     | - Poupée de cire, poupée de son                                        | Serge Gainsbourg                                              |       |
|     | - Je suis un homme                                                     |                                                               |       |
|     | - La chanson de Ziggy (chanson de l'opéra-rock Starmania)              | Michel Berger et Luc Plamondon                                |       |
|     | - Ma môme                                                              | Jean Ferrat                                                   |       |
|     | - Je fais de toi mon essentiel (chanson de l'opéra-rock Le Roi Soleil) |                                                               |       |
| 19. | I love rock'n roll                                                     | Jake Hooker - Alan Merrill (popularisé par Joan Jett)         |       |
| 20. | Le temps des fleurs                                                    | Eddy Marnay / Musique traditionnelle russe                    |       |
| 21. | Dis quand reviendras-tu ?                                              | Barbara                                                       |       |
| 22. | Medley Tubes de l'été :                                                |                                                               |       |
|     | - Hung Up                                                              | Madonna                                                       |       |
|     | - La camisa negra                                                      | Juanes                                                        |       |
|     | - Mon pays                                                             | Faudel                                                        |       |
|     | - Crazy                                                                | Gnarls Barkley                                                |       |
|     | - Zidane y va marquer                                                  | Sébastien Cauet                                               |       |
|     | - Baila Morena                                                         | Zucchero                                                      |       |
|     | - Derniers baisers                                                     |                                                               |       |
| 24. | Le Baiser                                                              | Alain Souchon                                                 |       |
| 25. | Et dans 150 ans                                                        | Raphael                                                       |       |
| 26. | Aimer à perdre la raison                                               | Louis Aragon / Jean Ferrat                                    |       |
| 27. | La Chanson des Restos                                                  | Jean-Jacques Goldman                                          |       |

## Musiciens
- Basse, arrangements et direction d'orchestre : Guy Delacroix
- Batterie : Laurent Faucheux
- Claviers : Arnaud Dunoyer de Segonzac, Jean-Yves Bikialo & Julien Schultheis
- Guitares : Michel-Yves Kochmann & Hervé Brault

## Note
- C'est la dernière participation de Muriel Robin. Elle a expliqué, sur BFM TV qu'elle a subi un burn out et ne peut plus participer à de grands rassemblements (forme bégnine d'ochlophobie). Depuis elle n'est plus marraine.

## Classements hebdomadaires
| Classement (2007)            | Meilleure place |
| ---------------------------- | --------------- |
| Belgique (Flandre Ultratop)  | 77              |
| Belgique (Wallonie Ultratop) | 1               |
| France (SNEP)                | 1               |
| Suisse (Schweizer Hitparade) | 2               |

## Certifications
| Pays           | Certification | Unités certifiées |
| -------------- | ------------- | ----------------- |
| Belgique (BEA) | Platine       | 30 000            |
| France (SNEP)  | 3 × Platine   | 600 000           |
| Suisse (IFPI)  | Or            | 10 000            |